# Suze (rivière)
Pour les articles homonymes, voir Suze (homonymie).
La Suze est une rivière de l'ouest de la Suisse.

## Parcours
Sa source naît de l’écoulement de marais, à plus de 900 mètres d’altitude, au pied des Convers. Contournant le massif du Chasseral, elle se jette, après un parcours de 45 km, dans le lac de Bienne, à une altitude de 429 mètres. Son bassin de réception est de 210 kilomètres carrés. Elle traverse le vallon de Saint-Imier dans toute sa longueur et s’engouffre dans les spectaculaires gorges du Taubenloch.
La Suze traverse ensuite Bienne. Au lieu nommé « Écluses de la Suze » (Schüss-Schleuse en allemand), la Suze se divise en deux bras naturels et un bras artificiel. Le bras sud - la Suze de Madretsch - se jette directement dans la Thielle, le bras nord - la Suze de Bienne - passe d'abord sous la vieille ville, puis rejoint le canal artificiel de la Suze pour finalement se jeter dans le lac de Bienne.
Ses principaux affluents sont la Doux, la Raissette, le Terbez, la Source Merlin et l'Orvine.

## Histoire
Le 21 décembre 1991, la Suze a provoqué d’importantes inondations. À Sonceboz, le niveau de l’eau s’est élevé de plus de 1,10 m. Les limnographes ont enregistré un débit de pointe de 65 m3/s.

## Renaturation
Pour lutter contre le réchauffement climatique, la commune de Bienne a opéré une renaturation de la Suze. En collaboration avec la Fabrique Oméga, qui a construit une annexe audacieuse pour la marque Swatch, l'administration biennoise a créé une île dans le quartier de Mett/Mâche,,.

## Sources
- « La Suze », sur be.ch, canton de Berne (consulté le 7 juillet 2008)